# Mallochia townesi
Mallochia townesi là một loài tò vò trong họ Ichneumonidae.